# Grande Prêmio da Austrália de 2003
Resultados do Grande Prêmio da Austrália de Fórmula 1 realizado em Melbourne em 9 de março de 2003. Primeira etapa da temporada, foi vencido pelo britânico David Coulthard, da McLaren-Mercedes, num pódio formado por Juan Pablo Montoya, da Williams-BMW, e Kimi Raikkonen, também da McLaren-Mercedes.

## Resumo
- Estreias: Cristiano da Matta, Justin Wilson, Antônio Pizzonia e Ralph Firman.[2][3][4]
- Última vez que David Coulthard liderou sozinho o campeonato foi também com a vitória no Grande Prêmio da Austrália de 1997, também prova de abertura.
- Última vitória de David Coulthard na Fórmula 1.
- Foi a última vitória de um piloto britânico até quando Jenson Button venceu o Grande Prêmio da Hungria de 2006.
- Com o quarto lugar de Michael Schumacher e o abandono de Rubens Barrichello, a Ferrari quebrou a série de 53 provas seguidas no pódio. A Última vez que a equipe italiana não teve um de seus pilotos no pódio foi no Grande Prêmio da Europa de 1999.
- Também com o 4º lugar conquistado na Austrália, Schumacher perdeu a chance de chegar ao seu 20º pódio seguido.
- Primeiros pontos de Fernando Alonso na categoria.
- Um pódio com três pilotos calçados com pneus Michelin não acontecia desde o Grande Prêmio de Portugal de 1984.

## Classificação

### Treinos oficiais
| Pos. | Nº | Piloto                | Equipe           | Q1       | Q2        | Dif.    |
| ---- | -- | --------------------- | ---------------- | -------- | --------- | ------- |
| 1    | 1  | Michael Schumacher    | Ferrari          | 1:27.103 | 1:27.173  |         |
| 2    | 2  | Rubens Barrichello    | Ferrari          | 1:26.372 | 1:27.418  | + 0.245 |
| 3    | 3  | Juan Pablo Montoya    | Williams-BMW     | 1:27.450 | 1:28.101  | + 0.928 |
| 4    | 10 | Heinz-Harald Frentzen | Sauber-Petronas  | 1:27.563 | 1:28.274  | + 1.101 |
| 5    | 20 | Olivier Panis         | Toyota           | 1:27.352 | 1:28.288  | + 1.115 |
| 6    | 16 | Jacques Villeneuve    | BAR-Honda        | 1:26.832 | 1:28.420  | + 1.247 |
| 7    | 9  | Nick Heidfeld         | Sauber-Petronas  | 1:27.510 | 1:28.464  | + 1.291 |
| 8    | 17 | Jenson Button         | BAR-Honda        | 1:27.159 | 1:28.682  | + 1.509 |
| 9    | 4  | Ralf Schumacher       | Williams-BMW     | 1:28.266 | 1:28.830  | + 1.657 |
| 10   | 8  | Fernando Alonso       | Renault          | 1:27.255 | 1:28.928  | + 1.755 |
| 11   | 5  | David Coulthard       | McLaren-Mercedes | 1:27.242 | 1:29.105  | +1.932  |
| 12   | 7  | Jarno Trulli          | Renault          | 1:27.411 | 1:29.136  | + 1.963 |
| 13   | 11 | Giancarlo Fisichella  | Jordan-Ford      | 1:27.633 | 1:29.344  | + 2.171 |
| 14   | 14 | Mark Webber           | Jaguar-Cosworth  | 1:27.675 | 1:29.367  | + 2.194 |
| 15   | 6  | Kimi Räikkönen        | McLaren-Mercedes | 1:26.551 | 1:29.470  | + 2.297 |
| 16   | 21 | Cristiano da Matta    | Toyota           | 1:27.478 | 1:29.538  | + 2.365 |
| 17   | 12 | Ralph Firman          | Jordan-Ford      | 1:29.977 | 1:31.242  | + 4.069 |
| 18   | 15 | Antônio Pizzonia      | Jaguar-Cosworth  | 1:30.092 | 1:31.723  | + 4.550 |
| 19   | 19 | Jos Verstappen        | Minardi-Cosworth | 1:30.053 | Sem tempo |         |
| 20   | 18 | Justin Wilson         | Minardi-Cosworth | 1:30.479 | Sem tempo |         |

## Corrida
| Pos.   | Nº | Piloto                | Construtor       | Voltas | Tempo/Diferença        | Grid | Pontos |
| ------ | -- | --------------------- | ---------------- | ------ | ---------------------- | ---- | ------ |
| 1      | 5  | David Coulthard       | McLaren-Mercedes | 58     | 1:34:42.124            | 11   | 10     |
| 2      | 3  | Juan Pablo Montoya    | Williams-BMW     | 58     | + 8.675                | 3    | 8      |
| 3      | 6  | Kimi Räikkönen        | McLaren-Mercedes | 58     | + 9.192                | 15   | 6      |
| 4      | 1  | Michael Schumacher    | Ferrari          | 58     | + 9.482                | 1    | 5      |
| 5      | 7  | Jarno Trulli          | Renault          | 58     | + 38.801               | 12   | 4      |
| 6      | 10 | Heinz-Harald Frentzen | Sauber-Petronas  | 58     | + 43.928               | 4    | 3      |
| 7      | 8  | Fernando Alonso       | Renault          | 58     | + 45.074               | 10   | 2      |
| 8      | 4  | Ralf Schumacher       | Williams-BMW     | 58     | + 45.745               | 9    | 1      |
| 9      | 16 | Jacques Villeneuve    | BAR-Honda        | 58     | + 1:05.536             | 6    |        |
| 10     | 17 | Jenson Button         | BAR-Honda        | 58     | + 1:05.974             | 8    |        |
| 11     | 19 | Jos Verstappen        | Minardi-Cosworth | 57     | + 1 volta              | 20   |        |
| 12     | 11 | Giancarlo Fisichella  | Jordan-Ford      | 52     | Câmbio                 | 13   |        |
| 13     | 15 | Antônio Pizzonia      | Jaguar-Cosworth  | 52     | Suspensão              | 18   |        |
| Ret    | 20 | Olivier Panis         | Toyota           | 31     | Pressão do combustível | 5    |        |
| Ret    | 9  | Nick Heidfeld         | Sauber-Petronas  | 20     | Suspensão/Freios       | 7    |        |
| Ret    | 18 | Justin Wilson         | Minardi-Cosworth | 16     | Radiador               | 19   |        |
| Ret    | 14 | Mark Webber           | Jaguar-Cosworth  | 15     | Suspensão              | 14   |        |
| Ret    | 21 | Cristiano da Matta    | Toyota           | 7      | Spun off               | 16   |        |
| Ret    | 12 | Ralph Firman          | Jordan-Ford      | 6      | Acidente               | 17   |        |
| Ret    | 2  | Rubens Barrichello    | Ferrari          | 5      | Acidente               | 2    |        |
| Fonte: |    |                       |                  |        |                        |      |        |

## Tabela do campeonato após a corrida
| Pos.   | Piloto             | Pontos |
| ------ | ------------------ | ------ |
| 1      | David Coulthard    | 10     |
| 2      | Juan Pablo Montoya | 8      |
| 3      | Kimi Räikkönen     | 6      |
| 4      | Michael Schumacher | 5      |
| 5      | Jarno Trulli       | 4      |
| Fonte: |                    |        |

| Pos.   | Construtor       | Pontos |
| ------ | ---------------- | ------ |
| 1      | McLaren-Mercedes | 16     |
| 2      | Williams-BMW     | 9      |
| 3      | Renault          | 6      |
| 4      | Ferrari          | 5      |
| 5      | Sauber-Petronas  | 3      |
| Fonte: |                  |        |

- Nota: Somente as primeiras cinco posições estão listadas.